# Champion Jack Barron
Champion Jack Barron (OT: Bug Jack Barron) ist ein Science-Fiction-Roman des US-amerikanischen Autors Norman Spinrad. Als Buch wurde er 1969 veröffentlicht, die deutsche Übersetzung von Joachim Körber erschien 1982 im Moewig-Verlag.
Der Roman war 1970 für den Hugo Award nominiert.

## Handlung
Champion Jack Barron spielt in einer nahen Zukunft nach einer Präsidentschaft Ronald Reagans. (Zur Entstehungszeit des Romans war Reagan gerade zum Gouverneur von Kalifornien gewählt worden.) Benedict Howards besitzt kryonische Gefrierkomplexe, in denen Menschen tiefgefroren werden, um sie in ferner Zukunft, wenn der medizinische Fortschritt es erlaubt, wiederzubeleben. Er will einen Gesetzesentwurf durch den Senat bringen, der seiner Stiftung für menschliche Unsterblichkeit eine Monopolstellung auf diesem Gebiet sichert. Jack Barron ist der Moderator einer TV-Sendung, in der er als Anwalt des kleinen Mannes die Entscheidungsträger aus Politik und Wirtschaft mit deren Problemen konfrontiert. Seine Show am Mittwochabend hat eine Sehbeteiligung von 100 Millionen in den USA.
In einer dieser Shows wirft ein Afroamerikaner der Stiftung für menschliche Unsterblichkeit Rassismus vor, da sie ihm einen Gefriervertrag verweigert. Jack Barron versucht Benedict Howards an das Vidphon und damit auf den Bildschirm zu bekommen, doch der lässt sich verleugnen und schickt einen seiner Angestellten vor. Barron kanzelt ihn ab und lässt Lukas Greene, den Gouverneur von Mississippi, einen Freund aus Berkeley-Studententagen, auf den Schirm, der sich gegen das Monopol der Stiftung ausspricht. Um vor der FCC, die teilweise von Howards kontrolliert wird, die Neutralität zu wahren, lässt er am Ende den Präsidentschaftskandidaten Hennering, eine Marionette Howards zu Wort kommen. Doch dieser verhält sich merkwürdig ungeschickt, sodass ein negatives Image der Stiftung bei den Zuschauern zurückbleibt.
Am nächsten Tag sucht Howards Barron auf, droht ihm zuerst und bietet ihm dann einen Gefriervertrag, wenn er die Gesetzesvorlage in seiner Show befürwortet. Barron lehnt ab. Dann bestellt er Sara Westerfield, Jacks Ex-Frau in sein Büro und bietet ihr einen Gefriervertrag, wenn sie Barron dazu bringt, den seinen zu unterschreiben. Sara verabscheut Howards, aber sie liebt Jack noch immer, sagt zu und kehrt zu ihm zurück, der sie ebenfalls noch liebt. Der Präsidentschaftskandidat Hennering stirbt bei einer Flugzeugexplosion.
In der nächsten Show wird ein todkranker Mann gezeigt, der keine Chance auf einen Platz im Gefrierkomplex hat. Barron soll ihm einen verschaffen. Er geht heftig auf die Stiftung und Howards los, einigt sich mit ihm aber in der Werbepause, es später auszudiskutieren und lässt ihn am Ende bei den Zuschauern nicht ganz schlecht aussehen.
In dem Gespräch bietet Howards ihm nicht nur einen Gefriervertrag, sondern echte Unsterblichkeit für ihn und Sara. Seine Wissenschaftler haben eine Methode entwickelt, die Alterung des menschlichen Körpers zu stoppen. An Howards selbst wurde sie bereits angewandt. Über das Verfahren wird er nur reden, wenn sie die Unsterblichkeitsbehandlung ebenfalls erhalten haben. Howards drängt sie, das so schnell wie möglich zu tun, doch Barron wartet ab.
Madge Hennering, die Witwe des Präsidentschaftskandidaten, ruft Barron an. Sie glaubt, dass ihr Mann sterben musste, weil er etwas über die Stiftung herausgefunden hatte und bittet Barron um Hilfe. Barron glaubt ihr nicht, kurz darauf wird sie von einem Auto überfahren.
In der dritten Show ruft ein Henry Franklin aus Mississippi an, der seine kleine Tochter an einen Weißen für 50.000 $ verkauft hat. Barron soll ihm helfen, sie zurückzubekommen. In der Werbepause meldet sich der wütende Howards und verlangt, dass Barron Franklin aus der Show nimmt. Barron will dem auf den Grund gehen, fliegt nach Mississippi, trifft Franklin, doch sie werden beschossen und Franklin stirbt. Er findet vor Ort mit Greenes Unterstützung heraus, dass noch mehrere Kinder auf diese Art verkauft wurden.
Um hinter das Geheimnis der Unsterblichkeitsbehandlung zu kommen, fliegen sie nach Colorado und lassen sich operieren. Danach zeigt Howards Barron, dass für jede – und auch seine – Behandlung ein Kind qualvoll sterben musste. Falls Barron dies jemals an die Öffentlichkeit bringen sollte, wird Howards genug gekaufte Zeugen haben, die aussagen, dass er und Sara dies schon vor der Behandlung wussten. Sara kann mit dieser Wahrheit nicht leben, will Jack die Freiheit geben, Howards gnadenlos zu vernichten und begeht über Vidphon vor seinen Augen Selbstmord.
Die vierte Show ist eine in eigener Sache. Durch gezielte Provokationen gelingt es Barron, Howards dermaßen in Rage zu versetzen, dass er gesteht, eine Klausel in der Gesetzesvorlage würde die Morde an den Kindern legalisieren, und dass er für die Unfälle von Hennering und dessen Frau verantwortlich ist. Howards ist am Ende.

## Stil
Große Teile des Romans sind in der Bewusstseinsstrom-Technik aus der Perspektive der drei Hauptfiguren Jack Barron, Benedict Howards und Sara Westerfield geschrieben.
Spinrad gebraucht eine stakkatohafte Diktion, die an die Rocksongs der damaligen Zeit und insbesondere an Bob Dylans – Zeilen aus Dylans Texten werden auch direkt im Roman verwendet – assoziativen surrealistischen Textzeilen angelehnt und mit einigen four-letter-words gewürzt ist. Spinrad selbst nennt William S. Burroughs und seinen Roman Nova Express, die den Stil von Champion Jack Barron beeinflusst haben.

## Vorabdruck inNew Worlds
Der Roman wurde von Spinrads Verleger in den USA abgelehnt. Michael Moorcock, den Spinrad in Milford (England) traf, bot ihm an, den Roman in seinem Magazin in Auszügen zu veröffentlichen. Er erschien dann in Fortsetzungen ab Dezember 1967 im englischen Science-Fiction-Magazin New Worlds. Dies führte wegen dessen obszöner Sprache und politischem Zynismus zu einer Anfrage im britischen Unterhaus – New Worlds wurde vom Arts Council of Great Britain unterstützt – über den Sinn staatlicher Förderung. Dank der Verteidigung der Ministerin für Künste Jennie Lee blieb New Worlds die Förderung erhalten. Der Verkauf des Magazins wurde jedoch dadurch erschwert, dass die Buchhandelskette WHSmith New Worlds aus ihren Läden verbannte. 1969 wurde Bug Jack Barron dann als Buch in den USA veröffentlicht.

## Kritik
„Insgesamt spiegelt der Roman den Zeitgeist der Endsechziger wider und gilt bei vielen Kritikern als wichtigstes SF-Buch zum Thema Politik und Medien.“

## Deutsche Ausgaben
- Norman Spinrad Champion Jack Barron Rastatt, Moewig, 1982, ISBN 3-8118-3562-9
- Norman Spinrad Champion Jack Barron München, Heyne, 1998, ISBN 3-453-14889-4

## Nachweise
1. ↑  Gewinner und Nominierte 1970
2. 1 2  Reclams Science-Fiction-Führer Hrsg. von H. J. Alpers, W. Fuchs und R. Hahn, S. 388, Philipp Reclam jun., Stuttgart, 1982, ISBN 3-15-010312-6
3. ↑   Norman Spinrad: Science Fiction and the Beats (Memento vom 10. September 2012 im Webarchiv archive.today)
4. ↑  Einführung zu Bug Jack Barron von Michael Moorcock (Memento vom 4. Juni 2012 im Webarchiv archive.today)